# Oroux
Oroux est une commune du centre-ouest de la France située dans le département des Deux-Sèvres en région Nouvelle-Aquitaine.

## Géographie
Implantée dans l'est du département des Deux-Sèvres, la commune d'Oroux est limitée à l'est par le ruisseau de l'Altrère.
Le bourg d'Oroux, traversé par la route départementale 121, se situe en distances orthodromiques, douze kilomètres à l'est-nord-est de Parthenay et six kilomètres au sud-ouest de Thénezay.
La commune est également desservie par la route départementale 165.

### Communes limitrophes
| Lhoumois    | Aubigny                  |          |
|             | Oroux                    | Thénezay |
| La Peyratte | La Ferrière-en-Parthenay |          |

### Climat
Pour des articles plus généraux, voir Climat de la Nouvelle-Aquitaine et Climat des Deux-Sèvres.
Historiquement, la commune est exposée à un climat océanique du nord-ouest.  
En 2020, Météo-France publie une typologie des climats de la France métropolitaine dans laquelle la commune est dans une zone de transition entre le climat océanique et le climat océanique altéré et est dans la région climatique  Poitou-Charentes, caractérisée par un bon ensoleillement, particulièrement en été et des vents modérés.
Pour la période 1971-2000, la température annuelle moyenne est de 11,7 °C, avec une amplitude thermique annuelle de 14,6 °C. Le cumul annuel moyen de précipitations est de 785 mm, avec 12 jours de précipitations en janvier et 6,9 jours en juillet. Pour la période 1991-2020, la température moyenne annuelle observée sur la station météorologique la plus proche, située sur la commune de Thénezay à 5,52 km à vol d'oiseau, est de 0,0 °C et le cumul annuel moyen de précipitations est de 0,0 mm,. Pour l'avenir, les paramètres climatiques de la commune estimés pour 2050 selon différents scénarios d’émission de gaz à effet de serre sont consultables sur un site dédié publié par Météo-France en novembre 2022.

## Urbanisme

### Typologie
Au 1er janvier 2024, Oroux est catégorisée commune rurale à habitat très dispersé, selon la nouvelle grille communale de densité à sept niveaux définie par l'Insee en 2022.
Elle est située hors unité urbaine. Par ailleurs la commune fait partie de l'aire d'attraction de Parthenay, dont elle est une commune de la couronne,. Cette aire, qui regroupe 26 communes, est catégorisée dans les aires de moins de 50 000 habitants,.

### Occupation des sols
L'occupation des sols de la commune, telle qu'elle ressort de la base de données européenne d’occupation biophysique des sols Corine Land Cover (CLC), est marquée par l'importance des territoires agricoles (100 % en 2018), une proportion identique à celle de 1990 (100 %). La répartition détaillée en 2018 est la suivante : 
zones agricoles hétérogènes (55,1 %), terres arables (37,7 %), prairies (7,2 %). L'évolution de l’occupation des sols de la commune et de ses infrastructures peut être observée sur les différentes représentations cartographiques du territoire : la carte de Cassini (XVIIIe siècle), la carte d'état-major (1820-1866) et les cartes ou photos aériennes de l'IGN pour la période actuelle (1950 à aujourd'hui).

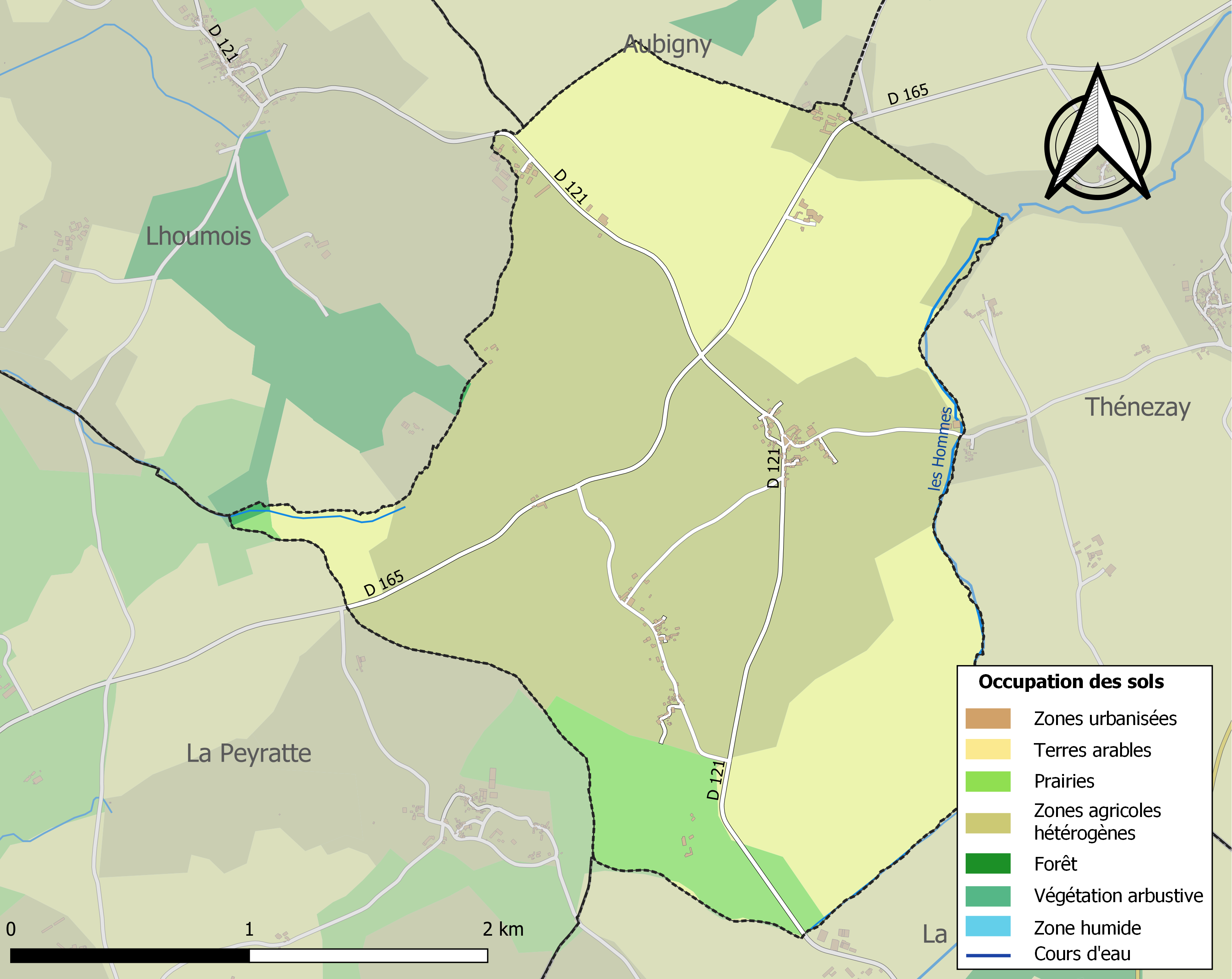
Carte des infrastructures et de l'occupation des sols de la commune en 2018 (CLC).

### Risques majeurs
Le territoire de la commune d'Oroux est vulnérable à différents aléas naturels : météorologiques (tempête, orage, neige, grand froid, canicule ou sécheresse), inondations, mouvements de terrains et séisme (sismicité modérée). Un site publié par le BRGM permet d'évaluer simplement et rapidement les risques d'un bien localisé soit par son adresse soit par le numéro de sa parcelle.
Certaines parties du territoire communal sont susceptibles d’être affectées par le risque d’inondation par débordement de cours d'eau. La commune a été reconnue en état de catastrophe naturelle au titre des dommages causés par les inondations et coulées de boue survenues en 1982, 1983, 1992, 1999 et 2010,.

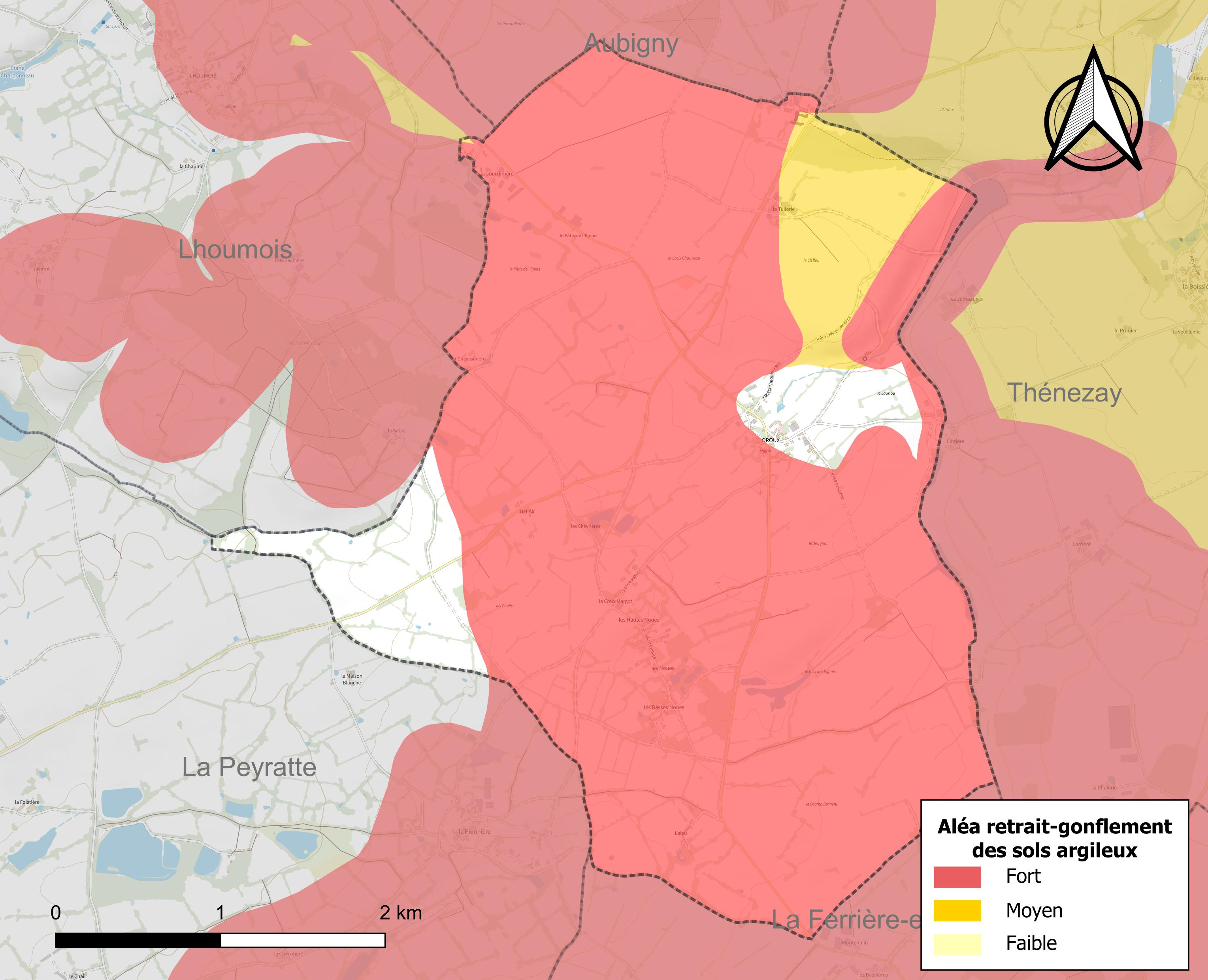
Carte des zones d'aléa retrait-gonflement des sols argileux d'Oroux.

Les mouvements de terrains susceptibles de se produire sur la commune sont des tassements différentiels. Le retrait-gonflement des sols argileux est susceptible d'engendrer des dommages importants aux bâtiments en cas d’alternance de périodes de sécheresse et de pluie. 90,3 % de la superficie communale est en aléa moyen ou fort (54,9 % au niveau départemental et 48,5 % au niveau national). Depuis le 1er octobre 2020, en application de la loi ELAN, différentes contraintes s'imposent aux vendeurs, maîtres d'ouvrages ou constructeurs de biens situés dans une zone classée en aléa moyen ou fort,.
La commune a été reconnue en état de catastrophe naturelle au titre des dommages causés par la sécheresse en 1989, 1991, 1993, 2005 et 2011 et par des mouvements de terrain en 1999 et 2010.

## Politique et administration
| Période                                  | Période   | Identité         | Étiquette | Qualité |
| ---------------------------------------- | --------- | ---------------- | --------- | ------- |
| Les données manquantes sont à compléter. |           |                  |           |         |
|                                          |           |                  |           |         |
| 1981                                     | mars 2001 | Louis Chauvière  |           |         |
| mars 2001                                | mars 2013 | Josette Collon   |           |         |
| mars 2013                                | En cours  | Mickaël Chartier |           |         |

## Population et société

### Démographie
L'évolution du nombre d'habitants est connue à travers les recensements de la population effectués dans la commune depuis 1793. Pour les communes de moins de 10 000 habitants, une enquête de recensement portant sur toute la population est réalisée tous les cinq ans, les populations de référence des années intermédiaires étant quant à elles estimées par interpolation ou extrapolation. Pour la commune, le premier recensement exhaustif entrant dans le cadre du nouveau dispositif a été réalisé en 2006.

En 2022, la commune comptait 102 habitants, en évolution de +4,08 % par rapport à 2016 (Deux-Sèvres : +0,18 %, France hors Mayotte : +2,11 %).
| 1793 | 1800 | 1806 | 1821 | 1831 | 1836 | 1841 | 1846 | 1851 |
| ---- | ---- | ---- | ---- | ---- | ---- | ---- | ---- | ---- |
| 201  | 207  | 207  | 239  | 264  | 284  | 280  | 274  | 291  |

| 1856 | 1861 | 1866 | 1872 | 1876 | 1881 | 1886 | 1891 | 1896 |
| ---- | ---- | ---- | ---- | ---- | ---- | ---- | ---- | ---- |
| 281  | 303  | 292  | 297  | 293  | 305  | 300  | 320  | 298  |

| 1901 | 1906 | 1911 | 1921 | 1926 | 1931 | 1936 | 1946 | 1954 |
| ---- | ---- | ---- | ---- | ---- | ---- | ---- | ---- | ---- |
| 288  | 276  | 258  | 225  | 238  | 233  | 233  | 221  | 191  |

| 1962 | 1968 | 1975 | 1982 | 1990 | 1999 | 2006 | 2011 | 2016 |
| ---- | ---- | ---- | ---- | ---- | ---- | ---- | ---- | ---- |
| 179  | 155  | 119  | 114  | 106  | 107  | 100  | 108  | 98   |

| 2021 | 2022 | - | - | - | - | - | - | - |
| ---- | ---- | - | - | - | - | - | - | - |
| 98   | 102  | - | - | - | - | - | - | - |

## Lieux et monuments

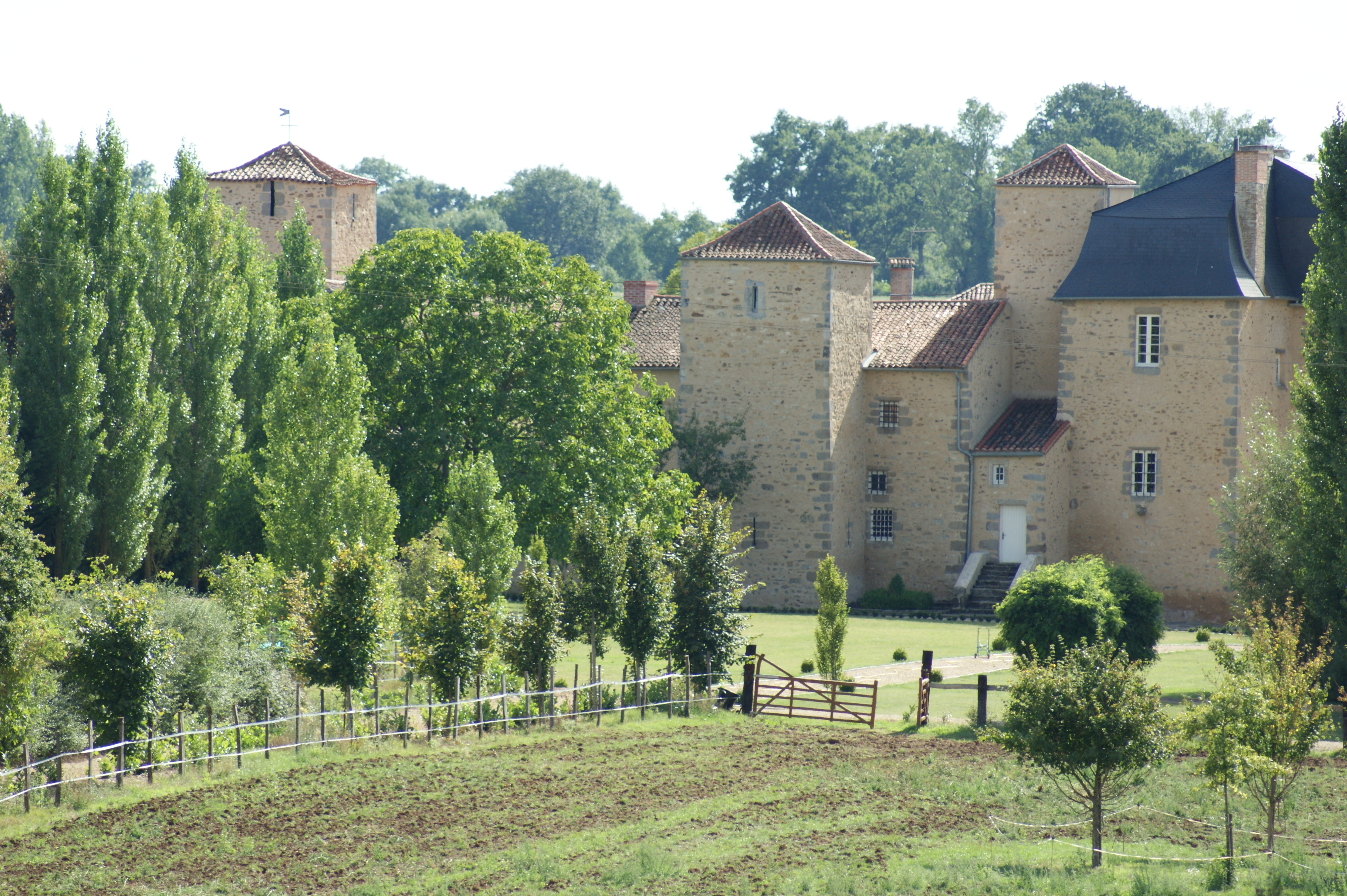
Château d'Oroux

- Château d'OrouxLe château d'Oroux[23], XIIe et XVIIe siècles, est ouvert à la visite depuis 2005.

Description
Situé à proximité d'une voie romaine et sur le chemin du pèlerinage de Saint-Jacques-de-Compostelle, édifié sur une villa gallo-romaine dont de nombreuses traces sont visibles, le château d'Oroux (Ororio en 1090 ou Houroux en 1400) dépendait de la châtellenie de la Ferrière, de la sénéchaussée, de l'élection de Poitiers et de l'archiprêtré de Parthenay. 
Occupant un plan en U, il est composé d'un corps de bâtiments du XIIIe siècle flanqué d'une première tour carrée percée de trois grandes archères au rez-de-chaussée : celle-ci supporte au premier étage une petite salle décorée d'une grande fenêtre à coussièges. Elle est pourvue d'un pigeonnier au dernier étage. Le bâtiment composé de deux niveaux est agrémenté de trois cheminées en granit du XIVe siècle, de diverses portes ogivales en granit (XIIIe siècle) et de fenêtres à meneaux. Il est prolongé par une seconde grande pièce soutenant une charpente ancienne, le niveau supérieur étant détruit, ainsi que la tour d'angle carrée qui le prolongeait. De nombreuses fenêtres sont ornées de coussièges en pierre et de grilles en fer forgé. Cette aile se prolonge (troisième corps du U), appuyée sur une grosse tour ronde en partie arasée (aujourd'hui la chapelle du château, Sainte-Néomaye). Une seconde tour carrée, identique aux quatre autres, percée de grandes meurtrières, d'une porte donnant sur l'ancien mur de rempart, sert  de clocher. Une porte ouvre sur ce qui fut autrefois un haut mur de défense : ce dernier fermait le U et reliait la tour à l'autre corps de la bâtisse. Seules les fondations de cette défense demeurent. Elles supportent la terrasse qui occupe l'ancienne cour.
La seconde tour du corps principal, elle aussi carrée, abrite un grand escalier à vis en granit datant du XIVe siècle. Celui-ci donne accès à un second corps de bâtiments à quatre niveaux dont une double cave voûtée d'époque romane. Muni d'une ancienne tour carrée, il est édifié sur une base très ancienne. Il est couvert d'un toit à la Mansart.
L'ensemble a subi une première dégradation à la fin du XVIe siècle lors des guerres de religion, puis à la fin du XVIIIe siècle pendant la guerre de Vendée, en 1793. « En 1598, l'église d'Oroux était dépourvue de clocher, de cloche et de couverture. En 1695, en 1731, deux travées de la nef étaient écroulées, le bâtiment sous la latte. Le 20 janvier 1762, on a pu assister à la chute de la charpente et des murs. » Une nef fut bâtie avec des éléments de réemploi afin que la tour du château puisse accueillir la cloche, « puis bénie le 22 septembre 1766 ».
Le château est agrémenté de nombreux autres éléments anciens dont un four du XIVe siècle que prolonge un logis de la même époque.
Le château fut une première fois restauré et modernisé au XVe siècle, puis aux XVIIe et XVIIIe siècles (en 1746). Il ne fut pas modifié jusqu'à ce jour.
Un ensemble de dix colonnes géminées, surmontées de chapiteaux romans en marbre et calcaire du XIIe siècle supporte la charpente d'une dépendance : cette galerie abrite trois sarcophages mérovingiens, un important fragment de chapiteau gallo-romain qui atteste l'existence de fondations gallo-romaines, divers vestiges gallo-romains, des bois sculptés du XVe siècle.
Une chapelle située dans le parc du château, Sainte-Marie d'Oroux, a été édifiée en 2014, rassemblant des éléments des XVe et XVIIe siècles. Elle a été consacrée en août 2015 par Mgr Pascal Wintzer, archevêque de Poitiers. Une stèle dédiée à sainte Jeanne d'Arc, un bronze, œuvre d'Henri Chapu, datant de 1863, a été bénite en 2016.
Propriétaires successifs
Arthus Rataud, chevalier, seigneur de Curzay, d'Oroux, d'Ardin et du Plessis, fut bailli de Gâtine de 1514 à 1524. Le 2 octobre 1537, à Poitiers, Louis Jourdain, écuyer, seigneur des Forges, échangea le château d’Oroux qu’il tenait du précédent avec Adrien Vernon, seigneur de Montreuil-Bonnin, écuyer, qui lui céda l'hôtel de Boisfremyn à Quinçay dans la Vienne.
À partir de 1680, la seigneurie d'Oroux a appartenu à César des Francs, seigneur de la Bretonnière  et de la Vergnaudière, puis à son fils François des Francs, commandant du Terrible, vaisseau de la Marine Royale : tous deux sont dits seigneurs de Saint-Denis d'Oroux. Pierre des Francs, frère de César est également qualifié seigneur de Saint-Denis. Il épousa le 18 février 1687 Marie Main. De cette union naquirent plusieurs enfants. Parmi eux, Pierre des Francs, écuyer, seigneur de Saint-Denis d'Oroux, qui épousa le 26 octobre 1723, Élisabeth Bégaud.
François I Garnier de Maurivet a pour parent le 10e grand maître de l'ordre de Malte. Le dernier des Garnier est mort et inhumé à Oroux le 18 février 1659 : les terres de Maurivet et d’Oroux furent saisies sur sa sœur Françoise Garnier et adjugées en 1702 à Pierre Cossin, son cousin. Dès 1740, les Cossin sont dits seigneurs d'Oroux. Charles Cossin, seigneur d'Oroux, époux de Marie Godrie, est mort à Oroux en 1785.
Louis-Joseph Cossin, membre de la Compagnie des Mousquetaires noirs émigra en 1792. En 1815, il reprit le combat dans l'armée d'Anjou. En 1845, Jacqueline Cossin de Maurivet épousa Charles Le Vaillant de Chaudenay.
Le 23 mai 1832, après avoir participé à des battues organisées pour rechercher des Chouans ayant participé au combat de la Monnère, les villageois d'Oroux purent voir flotter sur la tour du château un drapeau blanc fleurdelisé et portant l'inscription « vive Henri V ».
La famille Le Vaillant de Chaudenay a vendu le château en 1999. La famille Ambrogi y réside depuis lors et conduit d'importants travaux de restauration.

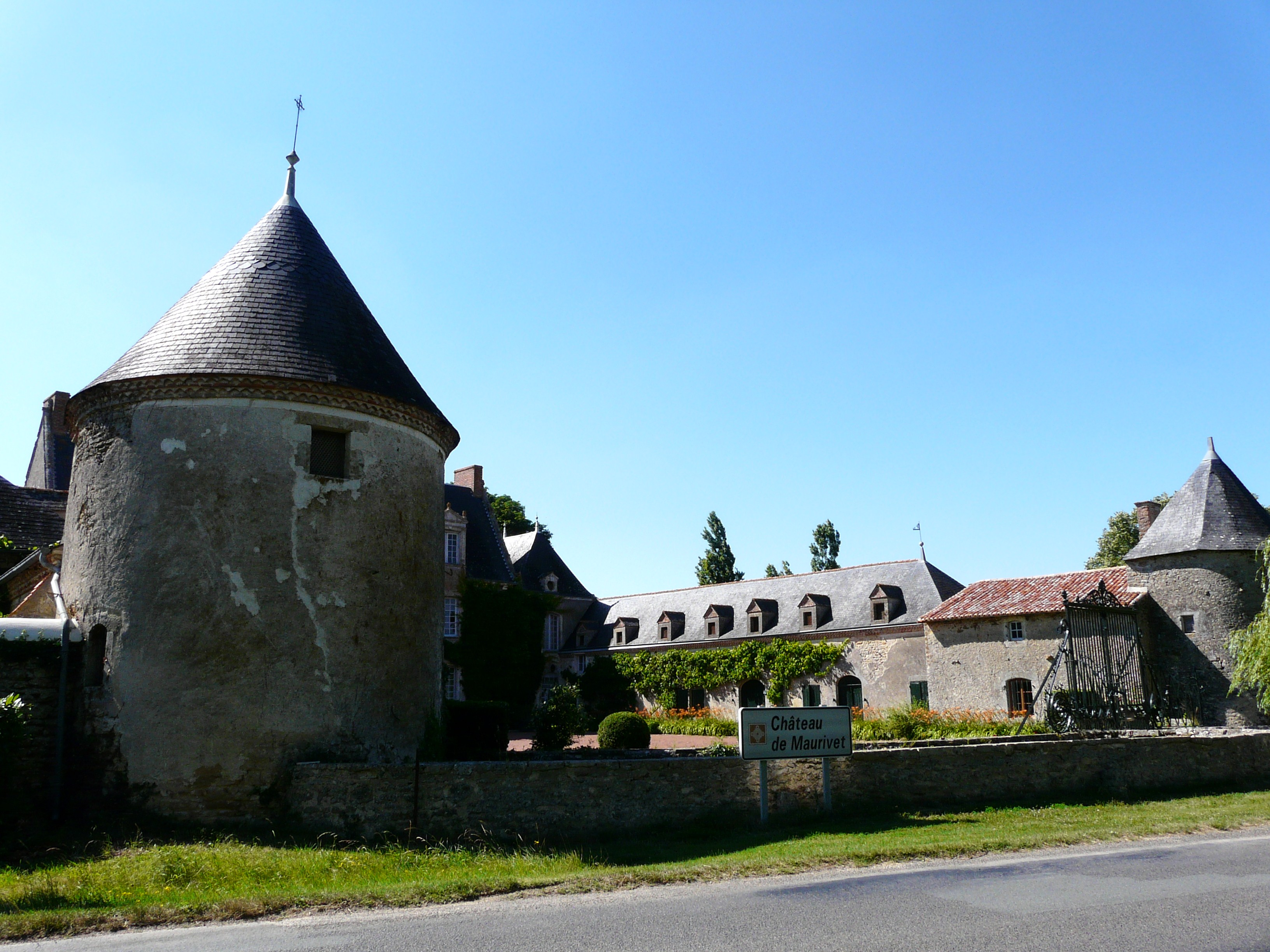
Le château de Maurivet.

- Le château de Maurivet, XVe au XIXe siècle, est inscrit au titre des monuments historiques depuis 1988[24], avec une cheminée Renaissance classée
- L'église Saint-Martin, accolée au domaine du château dit d'Oroux, est accessible par son entrée située au fond d'une ruelle en impasse. Elle est enchâssée pour le reste au sein des habitations voisines.

## Personnalités liées à la commune
Pascal-Raphaël Ambrogi, écrivain et haut fonctionnaire, réside à Oroux.